# Oneirodes melanocauda
Oneirodes melanocauda är en fiskart som beskrevs av Bertelsen, 1951. Oneirodes melanocauda ingår i släktet Oneirodes och familjen Oneirodidae. Inga underarter finns listade i Catalogue of Life.